# طيران بتروبافلوفسك كامتشاتسكي الرحلة 251 (2021)
رحلة طيران بتروبافلوفسك كامتشاتسكي 251 تحطمت طائرة أنتونوف أن-26 على متن رحلة ركاب محلية مجدولة من بتروبافلوفسك كامتشاتسكي إلى بالانا في 6 يوليو 2021. قُتل جميع من كانوا على متنها وعددهم 28 شخصًا.

## التحطم
الرحلة 251 كانت رحلة ركاب محلية مجدولة من مطار إليزوفو بتروبافلوفسك كامتشاتسكي إلى مطار بالانا، بالانا روسيا. غادرت الرحلة من بتروبافلوفسك-كامتشاتسكي الساعة 12:57 بالتوقيت المحلي (00:57 بالتوقيت العالمي المنسق) وكان من المقرر أن تهبط في بالانا في 15:05 بالتوقيت المحلي (03:05 بالتوقيت العالمي).
كانت الطائرة في الاقتراب النهائي للهبوط عندما فقد الاتصال على بعد حوالي 10 كيلومترات (6.2 ميل) من مطار بالانا. كان الطقس في المنطقة غائما.

## الطاقم والركاب
كان على متن الطائرة 6 من أفراد الطاقم و22 راكبًا.
قائد الطائرة هو ديمتري نيكيفوروف البالغ من العمر 35 عامًا. في 15 يوليو 2013 حصل على وظيفة في شركة كامشاتكا للطيران على التخصص في قيادة طائرة أن 26. في عام 2019 أصبح قائد هذه الطائرة. كان إجمالي زمن الرحلات التي قضاها وهو قبطان جوي 3.340 ساعة، منها 2885 ساعة على أن-26.
مساعد الطيار هو ألكسندر أنيسيموف البالغ من العمر 28 عامًا. في عام 2018 حصل على وظيفة في شركة كامشاتكا للطيران على متن طائرة أن-26. كان إجمالي زمن الرحلات كمساعد 2.090 ساعة، منها 1.263 ساعة على أن-26.
الملاح هو فلاديمير سادييف البالغ من العمر 49 عامًا. حصل على وظيفة ملاح لطائرة أن-26 في عام 2018. إجمالي زمن الرحلات هو 2.090 ساعة، منها 1.091 ساعة على أن-26. ضم الطاقم أيضًا رستم زافجاروف (مواليد 1956) وإيفان نيفروف (مواليد 1990) وإرينا سيريدا (مواليد 1982). من بين الركاب رئيس مستوطنة بالانا أو بي موخيريفا وعدد من المسؤولين المحليين وطفل ولد في عام 2014.

## الاستجابة

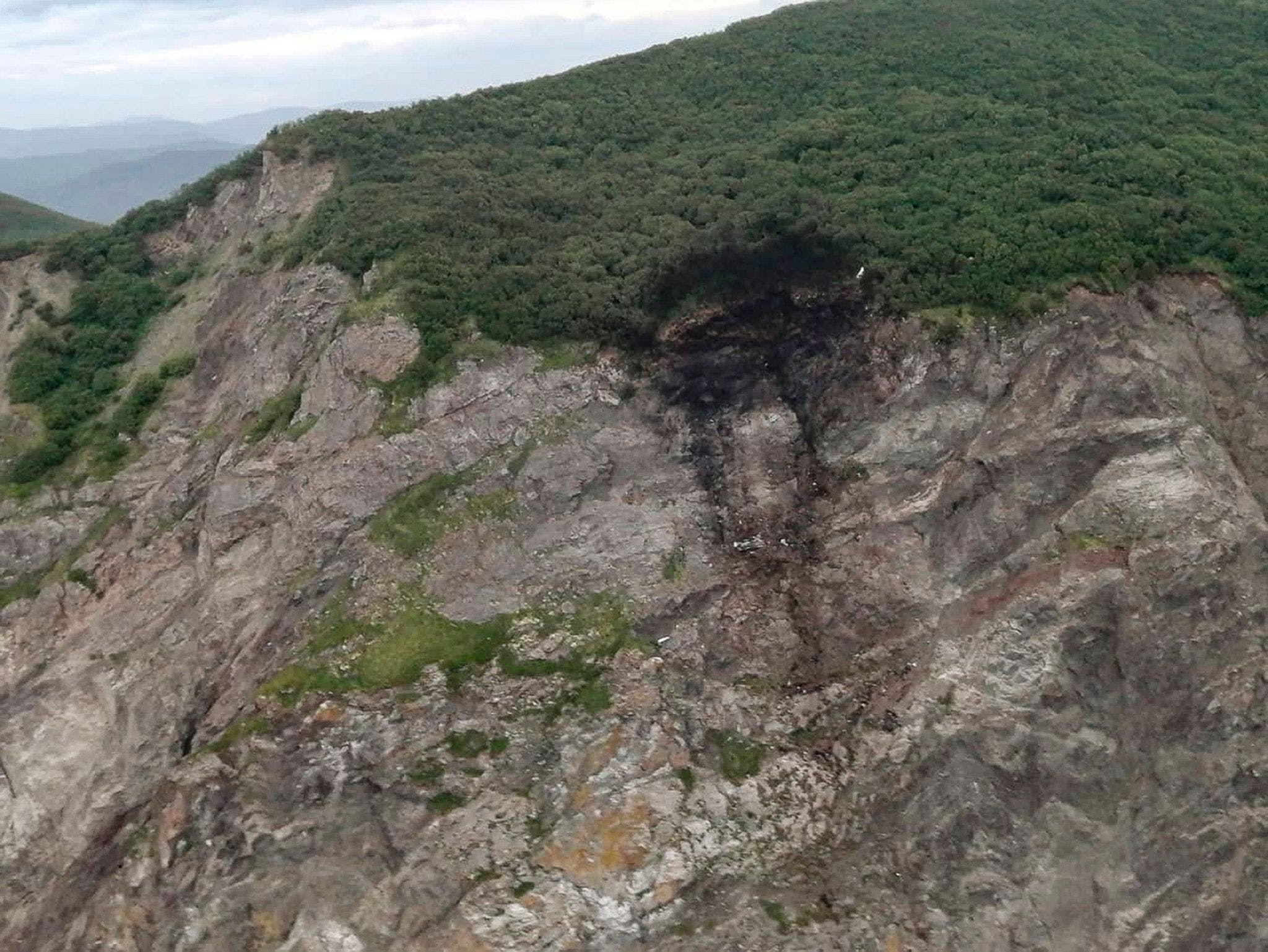
موقع التحطم يوم وقوع الحادث

تم العثور على موقع التحطم في نفس اليوم، بعد أن أرسلت وزارة حالات الطوارئ الروسية طائرة هليكوبتر ونشرت فرق بحث على الأرض. تم تلقي إشارة ضعيفة من محطة إرشاد راديوي للطوارئ محددة للمواقع. حطام الطائرة مجزأة. تم العثور على جزء من جسم الطائرة على منحدر تل بياتبراتكا وشظية أخرى تقع في البحر على بعد 4 كيلومترات من الساحل. قُتل جميع من كانوا على متنها وعددهم 28 شخصًا.
نظرًا للخصائص الجغرافية للمناظر الطبيعية، فقد اعتبرت عمليات البحث والإنقاذ صعبة. وأعربت عدة دول عن تعازيها، بما في ذلك الولايات المتحدة، واليونان وتركيا وصربيا وباكستان.

## التحقيق
لجنة الطيران المشتركة بين الولايات مسؤولة عن التحقيق في حوادث الطيران في روسيا. اقترحت لجنة التحقيق الروسية ثلاثة أسباب محتملة لتحطم الطائرة: سوء الأحوال الجوية، أو عطل فني، أو خطأ طيار. قال نائب مدير مؤسسة الطيران في كامتشاتكا سيرجي جورب إن الرياح الجانبية القوية كانت سببًا محتملاً للكارثة. تم تأجيل عملية الإنقاذ في الموقع حتى صباح 7 يوليو بسبب سوء الأحوال الجوية. في 7 يوليو بدأ المحققون بفحص عينات الوقود والملفات الشخصية لأفراد الطاقم واستجواب الشهود.
في عام 2012 تحطمت طائرة أنتونوف أن-28 المخصصة للرحلة نفسها أثناء محاولتها الهبوط في مطار بالانا.